# ديفيد هوبكينز
ديفيد هوبكينز (11 فبراير 1957 في المملكة المتحدة - ) (بالإنجليزية: David Hopkins)‏ هو لاعب كريكت بريطاني. لعب مع نادي وارويكشاير للكريكيت ‏ وBuckinghamshire County Cricket Club ‏.

## وصلات خارجية
- ديفيد هوبكينز على موقع إي آس بي آن كريك إنفو (الإنجليزية)